# Antonio de Acuña
Antonio de Acuña (1459 - 1526), bispo de Zamora, Espanha, no período de 1507 a 1526. Foi um dos participantes do movimento revoltoso dos Comuneros (1521), que se insurgiram contra Carlos V na guerra das Comunidades de Castela.